# Cándido Méndez Rodríguez
Cándido Méndez Rodríguez (Badajoz, 28 de gener de 1952) és un sindicalista espanyol, secretari general de la Unió General de Treballadors entre 1994 i 2016 i President de la Confederació Europea de Sindicats des de 2003.
Enginyer tècnic en l'especialitat química i obrer metal·lúrgic, es va afiliar a la Unió General de Treballadors l'any 1970. El 1980 va ser escollit secretari provincial de la UGT de Jaén i el 1986 secretari general de la UGT d'Andalusia. També membre del Partit Socialista Obrer Espanyol des de 1970, va ser diputat al Parlament d'Andalusia i al Congrés dels Diputats per Jaén (1979-1986).
El 18 d'abril de 1994 va ser escollit secretari general de la Unió General de Treballadors amb el 75,2% dels vots dels delegats, i fou reelegit l'abril del 1995, març del 1998, març del 2002 i juny del 2005. En el 10è Congrés de la Confederació Europea de Sindicats, celebrat el maig del 2003, va ser elegit president. El 24 de novembre de 2014 anuncià que avançaria el Congrés Confederal a 2016 per refundar el sindicat i impulsar una fusió de federacions per agrupar-les en tres. A més, anuncià que no es presentaria a la reelecció de la secretaria general del sindicat, tal com ja anuncia l'any anterior. En 2016 va rebre la Medalla d'Or al Mèrit en el Treball.